# Ingeborg Bengtson
Ingeborg Maria Bengtson, född Eriksson 2 maj 1891 i Stockholm, död 19 januari 1980 på Höstsol, Täby, var en svensk skådespelare och pianist.[källa behövs]
Hon var från 1917 gift med skådespelaren Josua Bengtson. De är begravda på Sandsborgskyrkogården i Stockholm.

## Filmografi
- 1948 – Hammarforsens brus